# Flor pálida
"Flor pálida" es una canción escrita e interpretada por el cantautor cubano Polo Montañez. Fue grabado para su segundo y último álbum de estudio "Guitarra mía" (2002) y es el décimo tema del álbum. En la crítica del álbum, la editora de Newsreview.com, Christine G.K. LaPado-Breglia elogió la canción como "tan hermosa, con su violín lastimero y su voz conmovedora".

## Versión de Marc Anthony
En 2013, el cantante estadounidense Marc Anthony interpretó "Flor pálida" en su álbum "3.0". Lanzada como el tercer sencillo del álbum, la versión de Marc Anthony fue arreglada y producida por el músico estadounidense Sergio George. Héctor Avilés, de Latino Music Cafe, calificó la versión de Anthony como "un gran tributo a la versión original de Polo con su actuación". El editor de New York Times, Ben Ratliff, refirió a "Flor pálida" junto con "Espera" y "Cautivo de este amor" como "el mejor de su tipo". A. Amorosi de Philadelphia Inquirer llamó a la canción "impresionante".

### Listas semanales
| Lista (2014)                       | Posición más larga |
| ---------------------------------- | ------------------ |
| Estados Unidos (Latin Pop Airplay) | 16                 |
| Estados Unidos (Tropical Airplay)  | 1                  |

### Listas anuales
| Lista (2014)              | Posición |
| ------------------------- | -------- |
| US Latin Pop Songs        | 49       |
| US Latin Tropical Airplay | 2        |